# 杰尔系统
杰尔系统（英語：Agere Systems）是一家美国集成电路器件公司，总部位于宾西法尼亚州阿伦敦。
杰尔系统原为朗讯科技的微电子部门，公司成立于2000年8月1日，当时为朗讯科技的下属公司。2001年1月杰尔系统（上海）有限公司在上海成立。2002年6月1日杰尔系统完全从朗讯科技剥离。杰尔系统在深圳还设有办事处。

## 产品

### 网络产品
- VoIP
- 1394
- 以太网产品
- 调制解调器芯片
- 数字信号处理器

### 移动产品
- 移动终端
- GPRS
- EDGE
- WCDMA，HSDPA & HSUPA
- 卫星广播

### 存储产品
- 硬盘芯片

## LSI收购
2006年12月6日，LSI宣布将以40亿美元价格收购杰尔系统。2007年4月2日，杰尔系统被併入LSI。